# هانچو (مجله)
هانچو (انگلیسی: Honcho) یک مجلهٔ پورنوگرافی آمریکایی برای همجنسگرایان مرد بود که از آوریل ۱۹۷۸ تا نوامبر ۲۰۰۹ چاپ می‌شد.